# عشق من هولو
عشق من هولو (کره‌ای: 홀로 그대; لاتین‌نویسی اصلاح‌شده: Na Hollo Geudae) یک مجموعهٔ تلویزیونی کره جنوبی سال ۲۰۲۰ با بازی یون هیون-مین و کو سونگ-هی است. این مجموعه در ۷ فوریه ۲۰۲۰ از نتفلیکس منتشر شد.

## بازیگران

### اصلی
- یون هیون-مین در نقش گو نان-دو / هولو
- کو سونگ-هی در نقش هان سو-یون
- چوی یئو جین در نقش گو یو-جین